# هولستاین (آیووا)
هولستاین (به انگلیسی: Holstein) شهری در ایالت آیووا کشور ایالات متحده آمریکا است که جمعیت آن در سرشماری سال ۲۰۱۰ میلادی، ۱٬۳۹۶ نفر بوده‌است.